# Велике колесо
«Велике колесо» (англ. «The Grand Wheel»)  — восьмий науково-фантастичний роман Баррінтона Дж. Бейлі. У романі розповідається про Чейна Скарна, професора «рандоматики», якого обирає однойменна організація (що володіє галактичною монополією на азартні ігри) представляти людство в картковій грі з нескінченно різноманітними правилами. Ім'я головного героя, ймовірно, є посиланням на Джона Скарна.

## Стислий сюжет
Це історія, темою якої є випадковість, розгортається на тлі майбутнього, де людською цивілізацією керує доброзичливий, але невмілий орган під назвою Легітимність. Але насправді ним керує величезний синдикат азартних ігор під назвою «Велике колесо». «Велике Колесо» вдосконалило нову математику під назвою «рандоматика», за допомогою якої вони можуть передбачати, здавалося б, випадкові події з усе більшою й більшою точністю. Масштаб їхніх гральних операцій означає, що практично вся економічна інфраструктура людства перебуває під їхнім впливом.
Побоюючись за свій вплив — особливо в той час, коли вони також ведуть війну проти прибульців, що вторглися з глибокого космосу — Легітимність знаходить мимовільного шпигуна, експерта з рандоматики на ім’я Чейн Скарн, який пробивається до правлячої ієрархії «Великого колеса».
До того Чейн Скарн був азартним гравцем — щасливчиком. Хоча він не знав вершин рандоматики, він мав кмітливість, щоб проникнути прямо в суть Великого колеса — синдикату, який контролював всю незаконну діяльність на планетах під контролем людини.
Є підозри, що Колесо працює над абсолютно новими «рівняннями удачі», за допомогою яких його учасники можуть не тільки передбачати найнеймовірніші обставини, але й керувати ймовірністю подій. Скарн стає членом «Колеса» після того, як виграє практично неможливий джекпот в одному з казино Колеса, і він не впевнений, чи ця подія була спланованою чи справді чистою випадковістю. Більше того, джекпот, який зазвичай приймає форму якогось прямого стимулу для центрів задоволення мозку, дає Скарну тривожне бачення «прірви чистої випадковості, яка лежить в основі всього існування».
Скарн, чиї галюцинації щодо цього основного всесвітнього хаосу, здається, трапляються все частіше, стає протеже Маргеріт Дом, найвидатнішого та найжорстокішого члена правлячого «математичного кола» Колеса. Дом виявив, що іншопланетяни-гадраніки, які зараз очищають галактику за допомогою Легітимністі і наближаються до завоювання Землі, мають власне Колесо, мережу азартних ігор, яка є справді міжзоряною за масштабами зі ставками та можливими виграшами, які є майже незбагненно величезний. Дом хоче взяти участь у цьому рекеті — і не тільки. Він хоче поставити все людство, буквально, у найбільшій грі з усіх. І він бере Скарна, щоб допомогти йому в цьому.
Скарн, обманюючи кожну роздачу, поклав своє життя на карту, щоб виграти гру, де ніхто не знав вартості карт, а правила змінювалися з кожним трюком. Цим моментом роман певною мірою нагадує роман Філіпа К. Діка «Гравці Титану».

## Враження від роману та відгуки критиків
Критик Томас М. Вагнер вважає, що «Баррінтон Дж. Бейлі чудово вміє використовувати традиційні сюжети космічної опери та пригодницьких сюжетів і розкручувати їх у унікальних напрямках, які не б нікого б не зацікавили. «Велике колесо» не є винятком. Більшості сучасних письменників знадобилося б 800 сторінок, щоб упакувати стільки приголомшливих ідей. Бейлі вдається зробити це менш ніж за чверть цього». Далі він зазначає, що «Велике колесо» надає просто неймовірне задоволення від читання та він не може пригадати, коли востаннє читав таку маленьку книгу, у якій розглядалися такі величезні концепції. Випадковість, причинність, непричинність, сама нескінченність і каже, що «Бейлі жонглює цими ідеями так, наче це є найприроднішою справою у світі, і він робить це в рамках того, що могло б бути, враховуючи трохи менш химерного героя, трилер про Джеймса Бонда старої школи. Усюди історія надзвичайно переконлива завдяки легкій розповіді Бейлі та оригінальності його передумов і сюжету. Я починаю думати, що одним із найбільших злочинів наукової фантастики є те, що мантія Баррінтона Бейлі не прогинається під вагою кількох «Г’юго» та «Неб'юла». Сподіваюся, я зможу зробити невелику роль у заохоченні нового покоління читачів принаймні відстежити його та побачити, що вони пропустили. Якщо ви тільки зараз вперше чуєте про Бейлі, ну... вважайте, що вам пощастило.»
Інший критик Різ Г'юз у своєму огляді творчості Бейлі дає помірковано схвальний відгук та описує «Велике колесо» як «розважальний азартний роман» із «потертою та елегантною» атмосферою.
Водночас, помітний англійський письменник-фантаст та критик-фантастикознавець Колін Ґрінленд, написавши у часописі міжнародних оглядів наукової фантастики «Фундація 18», з незрозумілих причин сприйняв роман негативно, заявивши, що він був створений для ринку і "був би застарілим ще у 1957 році".